# Europese weg 39
De Europese weg 39 of E39 is een Europese weg die loopt van Ålborg in Denemarken naar Trondheim in Noorwegen.

## Algemeen
Het Deense deel van de Europese weg 39 begint bij Ålborg in Denemarken, op het knooppunt Vendsyssel met de E45. Vanaf Ålborg loopt de weg noordwaarts (Hirtshalsmotorvejen), naar de kustplaats Hirtshals. Hier vertrekken veerboten naar de Noorse steden Oslo, Stavanger en Kristiansand. De E39 gaat "via" de veerverbinding met laatstgenoemde stad.
Via Kristiansand aan de zuidpunt van het Noorse schiereiland is de weg langs de westkust van Noorwegen aangelegd. Zij loopt naar Trondheim, waar een aansluiting is op de Scandinavische noord-zuidverbinding, de E6. De E39 doet hierbij de steden Stavanger, Bergen, Ålesund en Molde aan en kruist een groot aantal fjorden, waaronder de Boknafjord, Hardangerfjord, Sognefjord, de Storefjord en de Nordfjord. In totaal moet het wegverkeer eenmaal een zeestraat en achtmaal een fjord per autoferry oversteken. De weg voert langs veel van de toeristische trekpleisters van Noorwegen.
De route heeft een lengte van 1330 km en loopt als volgt: Ålborg - Brønderslev - Hjørring - Hirtshals - Kristiansand - Mandal - Liknes - Flekkefjord - Gunddal - Stavanger - Leirvik - Osuyro - Bergen - Knarvik - Vadheim - Ørsta - Ålesund - Spjelkavik - Molde - Kanestraum - Orkanger - Trondheim.

## Aansluitingen
Aansluitingen op andere Europese wegen:
- Ålborg - E45 richtingen Zweden en Sicilië
- Kristiansand - E18 richtingen Belfast en Oslo
- Bij Haugesund - E134 richting Oslo
- Bergen - E16 richtingen Londonderry en Oslo
- Ålesund - E136 richting Dombås
- Trondheim - E6 richtingen Kirkenes en Malmö

Europese wegen:
E6 · E8 · E10 · E12 · E14 · E16 · E18 · E39 · E45 · E69 · E75 · E105 · E134 · E136
Riksveier:
2 · 
3 · 
4 · 
5 · 
7 · 
9 · 
12 · 
13 · 
15 · 
19 · 
20 · 
21 · 
22 · 
23 · 
25 · 
35 · 
36 · 
40 · 
41 · 
42 · 
44 · 
47 · 
52 · 
55 · 
70 · 
73 · 
77 · 
80 · 
83 · 
85 · 
92 · 
93 · 
94 · 
110 · 
111 · 
120 · 
150 · 
156 · 
159 · 
162 · 
163 · 
190 · 
191 · 
200 · 
282 · 
420 · 
451 · 
502 · 
509 · 
510 · 
518 · 
555 · 
562 · 
580 · 
616 · 
617 · 
658 · 
681 · 
706 · 
827 · 
833 · 
853 · 
862 · 
881 · 
887 · 
892 · 
893